# Piedra de la Sal
La Piedra de la Sal (en portugués: "Pedra do Sal") es un monumento histórico y religioso ubicado en el barrio de Saúde, cerca del Largo da Prainha, en la ciudad de Río de Janeiro, Brasil. Es ahí donde se encuentra la Comunidad Remanescentes de Quilombos de Pedra do Sal y desde su base se puede subir para el Morro da Conceição. Fue declarada patrimonio cultural el 20 de noviembre de 1984 por el Instituto Estadual de Patrimonio Cultural.
Es un lugar de especial importancia para la cultura afro-carioca y para los amantes de la samba y del choro. Puede ser considerada como el núcleo simbólico de la zona llamada Pequeña África que estaba repleta de casas colectivas ocupadas por esclavos negros y forros. 